# Yangdong
Yangdong är ett stadsdistrikt i Yangjiangs stad på prefekturnivå i provinsen Guangdong i sydöstra Kina.
Yangdong är indelat i elva köpingar (zhen).
- Beiguan (北惯镇)
- Daba (大八镇)
- Dagou (大沟镇)
- Dongcheng (东城镇)
- Dongping (东平镇)
- Heshan (合山镇)
- Hongfeng (红丰镇)
- Nalong (那龙镇)
- Tangping (塘坪镇)
- Xinzhou (新洲镇)
- Yashao (雅韶镇)